# Chalcopasta arianda
Chalcopasta arianda är en fjärilsart som beskrevs av Druce 1889. Chalcopasta arianda ingår i släktet Chalcopasta och familjen nattflyn. Inga underarter finns listade i Catalogue of Life.